# Blonde Phantom
The Blonde Phantom (Louise Grant Mason) es un personaje de ficción publicado por Marvel Comics la cual era una luchadora enmascarada contra el crimen. Creada por el guionista-editor Stan Lee y el dibujante Syd Shores para el predecesor de Marvel, Timely Comics, apareció por primera vez en All Select Comics #11 (Fall 1946), durante el periodo de la década de 1940 que es llamada Golden Age of Comic Books. El personaje se colocó en el puesto 98 en la lista "Mujeres Más sexys de los cómics" de Comics Buyer's Guide.

## Historia de la Publicación
Cuando la moda de los superhéroes empezó a desvanecerse después de la guerra, los editores buscaron nuevos tipos de historias, personajes y público. Con la intención de atraer lectoras, las compañías fueron introduciendo las primeras superheroinas importantes desde Wonder Woman. También se incluyen como superheroinas a Golden Girl, Miss America, Namora, Sun Girl, Venus y su humorística compañía adolescente Millie the Model. Otras compañías también tenían personajes femeninos como Phantom Lady de Quality Comics y Black Canary de DC.
Blonde Phantom fue creada por Stan Lee y el dibujante Syd Shores, haciendo su debut en All Select Comics #11 (Fall 1946), colección que cambió el nombre a Blonde Phantom Comics en el siguiente número. La serie se mantuvo alrededor de dos años (números #12-22, Invierno 1946 a marzo de 1949), durante este periodo también apareció en otras publicaciones tal como:
- Marvel Mystery Comics #84-91 (octubre de 1947 - abril de 1949)
- All Winners Comics #1 (agosto de 1948)
- Sub-Mariner Comics #25-28 & 30 (Primavera - octubre de 1948 & febrero de 1949)
- Tres números de Blackstone the Magician (#2-4, mayo-septiembre de 1948)
- Namora #2 (octubre de 1948)
- Sun Girl #2-3 (octubre-diciembre de 1948).[5]

El personaje no fue propiedad exclusiva de ningún artista: originario de Shores, sus aventuras fueron dibujadas por Vince Alascia, Ken Bald, Allen Bellman, Carl Burgos, Vernon Henkel, Mike Sekowsky, Ed Winiarski, con el seudónimo de Charles Nicholas y otros más. Cuando no se entintaban ellos mismos, los dibujos fueron embellecidos por los entintadores Al Avison, Jack Binder y Harry Sahle.
Blonde Phantom Comics cambió de título y formato para quedar convertido en un cómic de romance llamada Lovers with en el número #23 (mayo de 1949).

### Otros usos de Blonde Phantom
El historiador de Cómics Jess Nevins anota que el personaje de Timely Comics de humor adolescente Millie Collins llevó una máscara, velo y una pose como la de "Blonde Phantom" para la campaña publicitaria de una compañía de cosméticos en una historia en Millie the Model #2 (octubre de 1946), publicada en el mismo momento en el que hacía su debut Blonde Phantom en All-Select Comics #11 (Invierno 1946). Reconociendo el universo compartido del Universo Marvel, Nevins escribe que la famosa modelo "sería la inspiración de Louise Grant para ponerse un disfraz y luchar contra el crimen".

### Revival
La identidad civil del personaje, Louise Mason, fue vuelta a introducir en The Sensational She-Hulk #2 (June 1989). Dos números más tarde, se mostró como una superheroína retirada. Mason siguió siendo parte del equipo hasta el número final, #60 (Feb. 1994). Participó en un flashback de All Select Comics en su especial de 70 Aniversario (Feb. 2009) y en la miniserie de cinco números llamada Avengers 1959.
En 2011, la Guía del comprador de los tebeos ocupa la 98.ª Rubio fantasma en su lista de las '100 mujeres más atractivas en los cómics'.

## Biografía ficticia del personaje

### Origen y aventuras en la Golden Age
Louise Grant, nacida en Hoboken, New Jersey, fue secretaria del detective privado Mark Mason. Enamorada de su jefe y ansionsa de ayudarle a resolver casos, subrepticiamente se confecciona una máscara, un sexy vestido ajustado con una abertura en la pierna y tacones de aguja y se aventura en la noche para combatir el crimen. Altamente atlética y entrenada en artes marciales, además lleva una pistola de calibre 45. En una versión femenina de la relación de Superman y Lois Lane, Mason se enamora de Blonde Phantom pero no de Louise. En un punto no determinado, Blonde Phantom luchó junto con All-Winners Squad en una de sus aventuras.

### Era Moderna
Louise Grant dejó su carrera de heroína al casarse con su jefe, Mark Mason, en 1949 y tomando su apellido. Dio a luz a su hija Wanda y, más tarde, a su hijo Earl. Después de la muerte de su esposo, comenzó a trabajar como secretaria legal del fiscal de distrito Blake Tower en la serie de 1989–1994 The Sensational She-Hulk, actuando como la voz de la razón general de Tower y Jennifer Walters / She-Hulk.
Mason a menudo se encontraría más o menos dispuesta a participar en las aventuras surrealistas de She-Hulk, y en ocasiones viceversa. Se enfrentarían a muchas amenazas, desde Zancudo en el número #4 (agosto de 1989) en una ciudad donde estaba cometiendo sus fechorías, incluso pidiendo clemencia, fue derrotado. Mason incluso acompañaría a Hulka al espacio, donde se convertirían en aliadas del héroe espacial Razorback y sus compatriotas estadounidenses, Archer y Al el extraterrestre. Después de ser tomada prisionera por el gobernante subterráneo el Hombre Topo, fue restaurada a una versión más juvenil de sí misma por un proceso químico misterioso en el número 33 (noviembre de 1991).
Mason, apodada cariñosamente "Weezi", comenzó una relación romántica con el padre de Jennifer, Morris Walters en el número 36 (febrero de 1992). Más tarde, Mason se encontró a sí misma intercambiando estatura física y poderes con She-Hulk no muy complacida en el número 48–49 (febrero-marzo de 1993), y se enamoró tanto de su nueva forma y habilidades que solo volvió a cambiar cuando Morris reveló que quería a Weezi como ella había sido.

## Poderes y habilidades
Blonde Phantom no tiene poderes sobrehumanos. Es una mujer atlética, entrenada en el combate cuerpo a cuerpo y excepcionalmente hábil con la pistola que porta. Además es una excelente secretaria, trabajando para Mark Mason en su agencia y más tarde como secretaria para el fiscal de distrito Blake Tower.

## Otras versiones

### Phantom Blonde
La hija de Louise, Wanda Louise Mason, debutó en The Sensational She-Hulk #21 (noviembre de 1990), siguiendo el legado de luchadora del crimen como su madre, se convirtió en Phantom Blonde dos números después, en una escrita por Steve Gerber y dibujada por Buzz Dixon. Fue considerada como una potencial participante en el programa de entrenamiento de superhéroes, la Initiative.

### Marvel Adventures Spider-Man
La otra versión de Louise Mason aparece como personaje recurrente en Marvel Adventures Spider-Man y sus serie compañera, Spider-Man Marvel Adventures, ambas publicadas como parte de las aventuras de spiderman para jóvenes lectores, desarrollándose en una realidad alternativa no canónica, no relacionada con la continuidad principal de Marvel. Aquí, es mostrada como una detective famosa que trabaja como confidente de Spider-Man y su novia Sophia "Chat" Sanduval.